# Vorona
Vorona is een Roemeense gemeente in het district Botoșani.
Vorona telt 8097 inwoners.